# Alsólugos község
Alsólugos község (románul: Comuna Lugașu de Jos) község Bihar megyében, Romániában. Központja Alsólugos, beosztott falvai Felsőlugos, Örvénd.

## Népessége
A 2011-es népszámlálás adatai alapján a község népessége 3580 fő volt.